# Artur Auernhammer
Artur Friedrich Auernhammer (* 9. März 1963 in Oberhochstatt) ist ein deutscher Politiker (CSU). Er war von 2004 bis 2005 bereits Mitglied des Deutschen Bundestages und ist seit 2013 erneut Mitglied.

## Leben und Beruf
Nach dem Besuch der Hauptschule und der Berufsaufbauschule für Landwirtschaft in Ansbach absolvierte Auernhammer eine landwirtschaftliche Lehre in Regensburg und Traunstein. Anschließend besuchte er die Landwirtschaftliche Fachschule in Weißenburg in Bayern und die Höhere Landbauschule in Triesdorf. Auernhammer besuchte den Lehrgang Landwirtschaft und Interessensvertretung an der Deutschen Landjugendakademie in Bonn-Röttgen und übernahm anschließend 1995 den elterlichen Bauernhof.
Bis zum Eintritt in den 18. Deutschen Bundestag war er ehrenamtlicher Richter am Bayerischen Verwaltungsgerichtshof. Von 2012 bis 2016 war er ehrenamtlicher Richter am Oberlandesgericht Nürnberg im Landwirtschaftssenat. Auernhammer ist heute als staatlich geprüfter Landwirt und Landwirtschaftsmeister auf dem elterlichen Ackerbaubetrieb tätig. Im Jahr 2020 brachte ihm diese Tätigkeit ein Einkommen zwischen 30.000 bis 50.000 Euro ein.

## Politische Tätigkeiten
Auernhammer wurde 1993 Mitglied der Jungen Union und 1994 auch der CSU. Auernhammer gehört seit 1996 dem Kreistag des Landkreises Weißenburg-Gunzenhausen. Von 1998 bis 2013 war er Bezirksvorsitzender der CSU-Arbeitsgemeinschaft Landwirtschaft in Mittelfranken, nachdem er bei dieser bereits seit 1993 Mitglied war. Seit 2002 ist er Stadtrat in Weißenburg. Von 2011 bis 2017 war er stellvertretender Landesvorsitzender sowie auch Gründungsmitglied des Arbeitskreises Energiewende (AKE) der CSU. Er ist stellvertretender Vorsitzender der Arbeitsgemeinschaft Ernährung Landwirtschaft und Forsten (AG ELF) der CSU.
Am 29. Juli 2004 trat er für den ausgeschiedenen Abgeordneten Albert Deß in den 15. Deutschen Bundestag ein. Bei der Bundestagswahl 2005 wurde er nicht erneut in den Bundestag gewählt.
Bei den Wahlen zum 18. Deutschen Bundestag am 22. September 2013 gelang Auernhammer mit Listenplatz 34 der erneute Einzug in den Bundestag. Er war ordentliches Mitglied im Ausschuss für Ernährung und Landwirtschaft sowie stellvertretendes Mitglied im Sportausschuss sowie im Ausschuss für Umwelt, Naturschutz, Bau und Reaktorsicherheit.
Am 24. September 2017 errang er bei der Bundestagswahl das Direktmandat für den Wahlkreis Ansbach mit 44,3 % der Erststimmen und war zudem Listenkandidat auf Platz 38. Er war in der 19. Legislaturperiode ordentliches Mitglied im Ausschuss für Ernährung und Landwirtschaft und im Sportausschuss. Zudem war er agrarpolitischer Sprecher der CSU im Bundestag und Schriftführer.
Bei der Bundestagswahl am 26. September 2021 wurde er mit 38,4 % der Erststimmen wieder für den Wahlkreis Ansbach in den Deutschen Bundestag gewählt. Auernhammer ist in der 20. Legislaturperiode Obmann im Ausschuss für Ernährung und Landwirtschaft und stellvertretendes Mitglied im Sportausschuss. Er ist erneut agrarpolitischer Sprecher der CSU-Landesgruppe im Bundestag und Schriftführer. Zudem ist er Mitglied der AG Kommunalpolitik sowie den Gesprächskreisen Landwirtschaft und Jagd, Fischerei & Natur der CDU/CSU-Fraktion im Deutschen Bundestag.
In den vorgezogenen Bundestagswahlen, die am 23. Februar 2025 stattfanden, erlangte er mit 41,81 % der Stimmen das Direktmandat für den Bundestagswahlkreis Ansbach. Im 21. Deutschen Bundestag bleibt Artur Auernhammer fachpolitischer Sprecher der CSU-Landesgruppe für Agrar und Heimat. Zudem ist er Mitglied im Ältestenrat und im Ausschuss für Sport und Ehrenamt sowie stellvertretendes Mitglied im Auswärtigen Ausschuss. Zusätzlich ist er Schriftführer.

## Mitgliedschaft
Von 1993 bis 1995 war er Landesvorsitzender des Agrarsozialen Arbeitskreises. Von 1988 bis 2017 war er Mitglied des Kreisvorstands des Bayerischen Bauernverbands und von 2002 bis 2016 Ortsobmann des BBV. Von 2007 bis 2017 war er stellvertretender Kreisobmann des BBV. Zudem war er bis Anfang 2023 ehrenamtlicher Vorsitzender des Maschinen- und Betriebshilfsring Weißenburg-Gunzenhausen e.V. sowie ehrenamtlicher Vorsitzender des Bundesverbandes Bioenergie (BBE) von 2015 bis Ende 2024.

## Privates
Auernhammer ist evangelisch-lutherischer Konfession.